# Tom Lantos
Thomas Peter Lantos, znany jako Tom Lantos (ur. 1 lutego 1928 w Budapeszcie jako Lantos Tamás Péter, zm. 11 lutego 2008) – amerykański polityk, urodzony na Węgrzech w rodzinie żydowskiej, w latach 1981–2008 reprezentował 11., a następnie 12. okręg wyborczy stanu Kalifornia w Izbie Reprezentantów. W latach 2007–2008 przewodniczącył Komisji Spraw Zagranicznych Izby Reprezentantów.
Lantos, będący w czasie II wojny światowej członkiem antyfaszystowskiego ruchu oporu i więźniem obozu koncentracyjnego, należał do najbardziej liberalnych polityków w Kongresie.

## Życie przed emigracją
Przyszły kongresmen przyszedł na świat w Budapeszcie. Jego ojciec, Pal Lantos, był bankierem, a matka, Anna, uczyła języka angielskiego w szkole średniej. Rodzina była wyznania mojżeszowego, lecz zarazem świecka.
W czasie okupacji niemieckiej pod koniec wojny, kiedy zainstalowano na Węgrzech skrajnie antysemicki i prohitlerowski marionetkowy rząd Ferenca Szálasiego, Lantos brał udział w ruchu oporu (już przedtem był politycznie nastawiony przeciwko nazistom i ich sprzymierzeńcom). Przypłacił to aresztowaniem, wysiedleniem i pobytem w obozie koncentracyjnym, gdzie zmuszany był do pracy. Lantos był jedynym ocalałym więźniem kacetu, który kiedykolwiek zasiadał w amerykańskim Kongresie. Dwukrotnie próbował ucieczki, uważając, jak sam potem powiedział, iż „nie ma nic do stracenia”. Za drugim razem udało mu się powrócić do Budapesztu.
Przetrwać pomógł mu w dużej mierze „aryjski” wygląd (blond włosy i niebieskie oczy), a także pomoc szwedzkiego dyplomaty Raoula Wallenberga, który korzystając ze swej pozycji i wynikających z niej uprawnień, uratował wielu Żydów od zagłady, umieszczając ich (m.in. Lantosa i jego ciotkę) pod ochroną ambasady.
Mimo iż Lantos nigdy osobiście nie poznał swego wybawcy, kiedy został kongresmenem w dowód uznania przeforsował uchwałę nadającą mu honorowe obywatelstwo USA i wzywającą do wyjaśnienia jego dalszych losów w ZSRR.
Po wojnie Tom Lantos rozpoczął studia na uniwersytecie w Budapeszcie (1946).

## Pierwsze lata w nowym kraju
Sam Lantos powiadał o sobie, iż jest „Amerykaninem z wyboru” (ang. An American by choice). Latem 1947 r., dzięki uzyskanemu stypendium, mógł wyjechać do USA. Do Nowego Jorku przybył w sierpniu tegoż roku, gdzie postanowił zostać na stałe.
Studiował dalej na University of Washington oraz University of California (ekonomia, doktorat w 1953).
Przed rozpoczęciem kariery w Izbie, Lantos pracował jako profesor ekonomii, dziennikarz telewizyjny oraz senacki doradca ds. gospodarczych i zagranicznych.

## Izba Reprezentantów
Mimo utraty przez demokratów stanowiska Prezydenta USA oraz większości w Senacie po wyborach w 1980 r., zachowali oni kontrolę nad Izbą Reprezentantów, a nawet pokonali kilku urzędujących republikanów. Jednym z nich był William H. Roye z 11. okręgu Kalifornii, którego miejsce zajął Tom Lantos.
Lantos z powodzeniem ubiegał się o reelekcję w latach: 1982, 1984, 1986, 1988, 1990, 1992, 1994, 1996, 1998, 2000, 2002, 2004 i 2006.

### Pozycje polityczne
Jako kongresmen Tom Lantos:
- Popierał prawo do przerywania ciąży oraz badania nad komórkami macierzystymi w celach medycznych.
- Sprzeciwiał się uczynieniu z PATRIOT Act stale obowiązującego prawa.
- Popierał prawa mniejszości seksualnych, w tym prawa do zawierania małżeństw i adopcji.
- Popierał zniesienie kary śmierci oraz głosował za obowiązkiem przeprowadzenia testów DNA przy wydawaniu wyroków śmierci przez sądy federalne.
- Popierał legalizację marihuany do celów medycznych.
- Sprzeciwiał się nieograniczonemu prawu do posiadania broni palnej.
- Początkowo głosował za wysłaniem wojsk do Iraku, ale szybko znalazł się w opozycji wobec interwencji, uznając ją za błąd[1][2].

### Sprawy zagraniczne
Jednymi z głównych przedmiotów zainteresowań Lantosa były sprawy zagraniczne. Jako jeden z niewielu demokratów popierał udział w pierwszej wojnie w Zatoce Perskiej w 1991 r. Doprowadził m.in. do przesłuchania przed Kongresem młodej mieszkanki Kuwejtu, która opowiedziała o zbrodniach popełnianych w jej kraju przez wojska okupacyjne. Później jednak się okazało, iż była to mistyfikacja, a ową kobietą była córka ambasadora Kuwejtu w USA, która zataiła swoją tożsamość.
Jako jeden z założycieli i przywódców Congressional Human Rights Caucus Lantos nawoływał do zaangażowania Stanów Zjednoczonych wszędzie tam gdzie łamane są prawa człowieka (kładąc przy tym nacisk na współpracę z innymi krajami i ONZ). 28 kwietnia 2006 r. Lantos wraz z czterema innymi członkami Kongresu został aresztowany przed ambasadą Sudanu w Waszyngtonie za udział w nielegalnym zgromadzeniu, gdzie protestowano przeciwko bierności społeczności międzynarodowej wobec ludobójstwa w Darfurze.

## Rodzina
W lipcu 1950 r. Tom Lantos ożenił się z Annette Tillemann, którą znał jeszcze z czasów dzieciństwa na Węgrzech. Mieli dwie córki: Annette i Katrinę. Lantos pozostał praktykującym Żydem, lecz jego żona i córki wyznawały mormonizm.
Katrina jest żoną byłego demokratycznego kongresmena z New Hampshire i ambasadora w Danii Richarda Swetta.

## Odznaczenia
- Prezydencki Medal Wolności (2008)[3]
- Krzyż Wielkiego Oficera Orderu Zasługi (Rumunia, 2000)[4]
- Order Wolności (Kosowo, 2004)[5]